# Ими (город)
Ими — город в регионе Сомали в Эфиопии. Город разделён на две части рекой Уэби-Шабелле, восточный Ими расположен в зоне Годе, а западная часть города — в зоне Афдер. Центральное статистическое агентство Эфиопии не опубликовало оценку численности населения населённого пункта в 2005 году. В Ими находится аэропорт, который состоит из грунтовой взлётно-посадочной полосы, около 1050 метров в длину.

## История
Вероятно, самым первым западным путешественником, посетившим Ими, был Артюр Рембо, работавший тогда в коммерческих конторах города Харэр. В отчёте о своих экспедициях в Сомали от 10 декабря 1883 года Рембо выдвинул предложение создать торговый пункт в Ими: «большая, неизменная деревня, расположенная на берегу реки Каранле, в восьми днях езды на караване от Харэра».